# Говорина, Елена Ивановна
Елена Ивановна Говорина  (27 мая 1937, Забитуй, Аларский район — 4 мая 2018, Иркутск) — бригадир формовщиков колбасных изделий Иркутского мясокомбината, Герой Социалистического Труда (1981).

## Биография
Родилась в многодетной семье колхозника. В 1952 году, не окончив до конца семилетку, отправилась работать на Иркутский мясокомбинат. Не отрываясь от производства, окончила вечернюю школу и ПТУ при комбинате, работала на колбасном заводе. С 1962 — бригадир комсомольско-молодёжной бригады, постоянно перевыполнявшей с высоким качеством план под её руководством.
Была активным общественным деятелем — депутатом районного, областного Совета народных депутатов, членом ВЦСПС, членом областного совета женщин, делегатом 16-го и 17-го съездов профсоюзов СССР. В 1981 году за перевыполнение плана и многолетний доблестный труд была награждена званием Героя Социалистического Труда
Проработав на мясокомбинате в общей сложности 46 лет, вышла на пенсию в 1998 году.